# Ebrima Darboe
Ebrima Darboe, (Serekunda, 2001. június 6. –) gambiai válogatott labdarúgó, az AS Roma középpályása.

## Pályafutása

### Klubcsapatokban
Darboe a gambiai Serekunda városában született, tizennégy éves korában menekült el szülőországából Olaszországba. Darboe 2017 nyarán csatlakozott az AS Roma akadémiájához. A felnőtt csapatban 2021. május 2-án debütált egy Sampdoria elleni mérkőzésen a Serie A-ban. A 2021-2022-es szezonban az AS Roma csapatával UEFA Európa Konferencia Liga-győztes lett.

### Válogatott
Darboe 2021. június 5-én mutatkozott be a gambiai labdarúgó-válogatottban egy Niger elleni barátságos mérkőzésen. Tagja volt a 2021-es afrikai nemzetek kupáján szerepelt válogatottnak.

## Sikerei, díjai
- AS Roma
  - UEFA Konferencia Liga: 2021–2022